# Amparafaravola
Amparafaravola è un comune rurale (kaominina) della regione di Alaotra Mangoro, nella provincia di Toamasina, in Madagascar che conta circa 47 000 abitanti, di cui l'80% è formato da agricoltori e il 10% si occupa di allevamento. La più importante delle colture è quella del riso, mentre altri importanti prodotti sono il mais e la manioca. La pesca occupa l'1% della popolazione, mentre i settore terziario e secondario occupano solo rispettivamente l'1% e l'8% della popolazione.